# Llista de cantants de G-Funk
Aquesta és una llista d'artistes de G-Funk. Hi inclou artistes que han sigut molt importants per al gènere o han tingut un cert reconeixement o publicitat (com és el cas que haja estat en una discogràfica gran o coneguda). Aquesta llista no inclou bandes locals poc conegudes. Les bandes estan ordenades segons la primera lletra del seu nom (no s'inclouen les paraules a, an, or the), i els noms de cantants estan ordenats pel seu cognom.

## 0–9
- 213 (grup)
- 2pac (Early '95-late '96)

## A
- Above the Law
- Ant Banks

## B
- B.G. Knocc Out
- B-Legit
- Bass 305
- Brotha Lynch Hung

## C
- C-Bo
- Compton's Most Wanted
- Coolio
- CPO
- Cypress Hill (Strongly in early work)

## D
- Da 5 Footaz
- Damu Ridas
- Daz Dillinger (Death Row days)
- Deez Kidz
- DJ Quik
- Domino
- Dr. Dre (Late '80's-mid 90's)
- Dresta

## E
- E-40
- E-A-Ski
- Eastwood
- Eazy-E

## F
- First Degree
- Fredwreck
- Funkdoobiest

## G
- G-Funk Entertainment
- G-Money

## H
- Hittman

## I
- Ice Cube (Notably on Lethal Injection album)
- Ice T (Later years)

## K
- K-Dee
- King T
- Knocturnal
- Kokane
- Kurupt

## L
- Lady of Rage
- LBC Crew
- Lil 1/2 Dead

## M
- Mac Dre
- Mack 10
- Malik
- MC Eiht
- MC Ren
- Mes (TenTypMes)
- Mista Grimm
- Mr. Mike
- Mr. Shadow
- Miki

## N
- N2Deep
- Nate Dogg

## O
- Outlawz
- Outkast

## P
- Paperboy
- Phonk Beta

## R
- Rappin' 4-Tay
- RBX
- Royal T

## S
- Sicx
- Skee-Lo
- Snoop Dogg (Snoop doggy dogg)
- Soopafly
- South Central Cartel
- Spice 1
- Steffon

## T
- Tha Dogg Pound (Death Row days)
- Tha Eastsidaz
- The Click
- The D.O.C. (Late '80's-mid '90's)
- The Dove Shack
- The Luniz
- Too $hort
- Tray Deee
- Twinz

## W
- WC
- Warren G
- Westside Connection

## X
- Xzibit
- X-Raided